# Caluga o menta
Caluga o menta és una pel·lícula xilena dirigida per Gonzalo Justiniano. Estrenada en 1990, a pocs mesos de la fi de la dictadura militar, Caluga o menta és considerada un símbol de la situació social de l'època de la transició a la democràcia. Fou nominada al Goya a la millor pel·lícula estrangera de parla hispana.

## Trama
La pel·lícula retrata amb precisió i cruesa la vida d'un grup de joves dels barris marginals de Santiago.
Niki i els seus amics estan desocupats, no tenen res que fer i ràpidament es troben en el món de les drogues i la il·legalitat. En una de les seves aventures coneix al seu amor, la "boja" Manuela.

## Repartiment
- Mauricio Vega - "El Niki".
- Patricia Rivadeneira - "La Loca" Manuela.
- Aldo Parodi - Nacho.
- Myriam Palacios - Mare de "El Niki".
- Luis Alarcón - Javier.
- Luis Cornejo - Mecànic.
- Rodrigo Gijón - "El Rorro"
- Cecilia Godoy - La Negra.
- David Olguiser - "El ql Olguiser"
- Mauricio Pesutic - Dealer.
- Remigio Remedy - Gustavo "Yuppie".
- Jorge Gajardo - Cap taller.
- Ernesto Malbrán - Camioner.
- Pablo Striano - Interrogador.
- María José Parada - Germana Niki.
- Max Corvalán - Cunyat Niki.
- Alejandra Fosalba - Jove de la festa.
- Mireya Véliz - Anciana.
- Mireya Moreno - Venedora.
- Naldy Hernández